# 사랑의 록밴드
《사랑의 록밴드》(영어: Light of Day)는 미국에서 제작된 폴 슈레이더 감독의 1987년 뮤지컬 드라마 영화이다. 마이클 J. 폭스 등이 출연하였고, 롭 코언 등이 제작에 참여하였다.

## 출연진
- 마이클 J. 폭스
- 조앤 젯
- 제나 롤런즈
- 마이클 매키언
- 체리 존스
- 제이슨 밀러
- 톰 어윈
- 마이클 루커
- 델 클로스

## 기타 제작진
- 미술: 지닌 클로디아 오퍼월
- 의상: 조디 틸런